# Max Cavalera

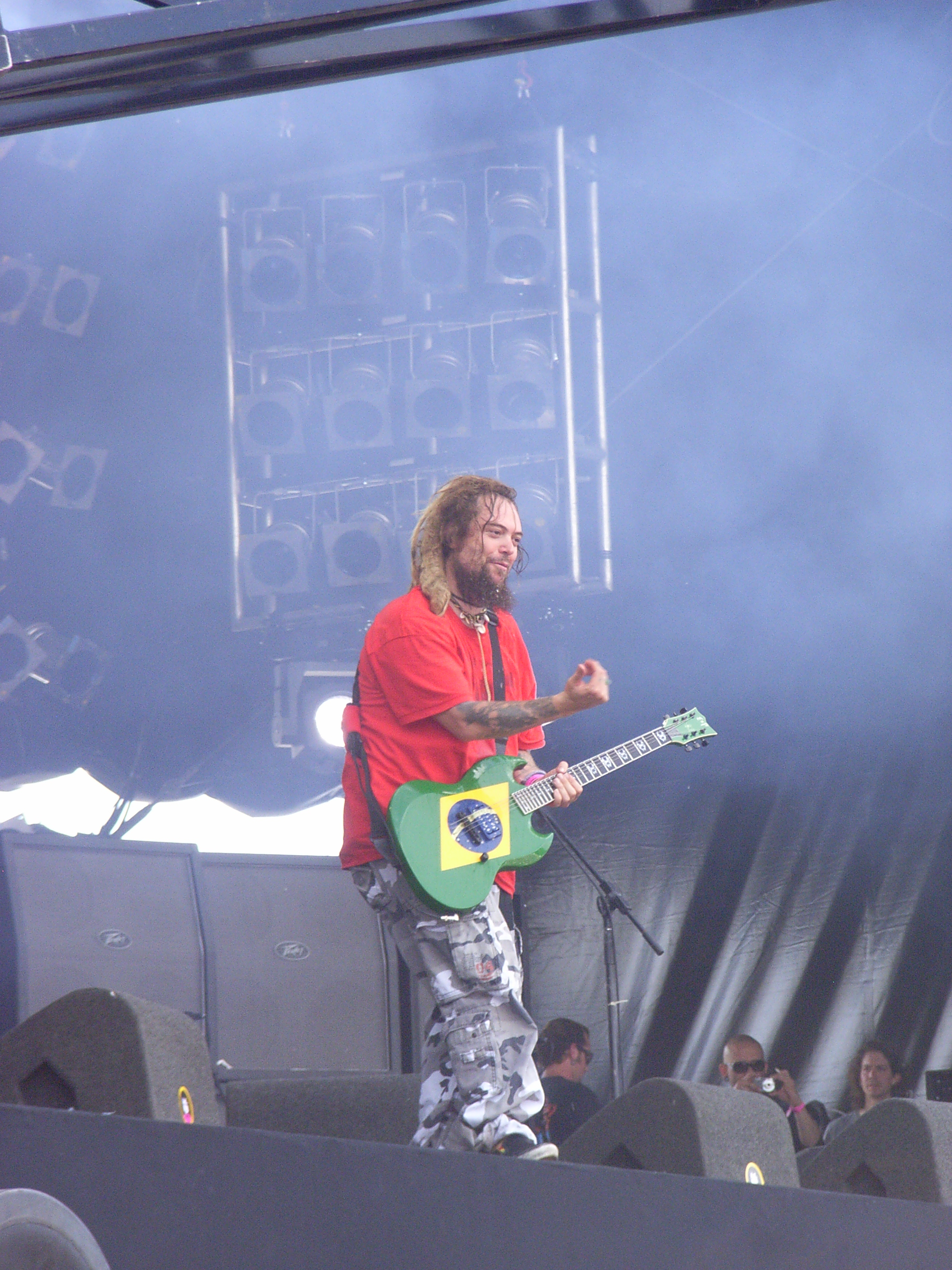
Max Cavalera met Cavalera Conspiracy live op Pinkpop 2008 te Landgraaf.

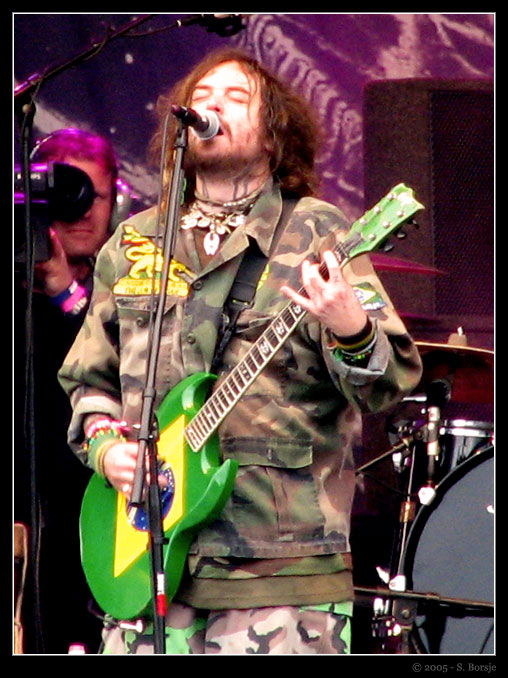
Max Cavalera met Soulfly live op Pinkpop 2006 te Landgraaf.

Massimiliano Antonio "Max" Cavalera  (Belo Horizonte, 4 augustus 1969) is een Braziliaans metalzanger, componist en gitarist.
Cavalera richtte in 1984 samen met zijn broer Igor Sepultura op. Na het duistere Morbid Visions (1986) en Schizophrenia (1987) wisten ze via hun derde album Beneath the Remains (1989) een internationale doorbraak te forceren met onder meer een eerste Europese tour. Ze brachten over de loop van de jaren andere succesvolle platen uit zoals Arise (1991), Chaos AD (1993), Point Blank (1994, i.s.m. Alex Newport) en Roots (1996). Eind 1996 besloot Cavalera de groep te verlaten omdat de overige drie leden hun management wilden vernieuwen, dat tot dan toe gedaan werd door Gloria, de vrouw van Cavalera. Kwaad verliet hij Sepultura. Lang werd gedacht dat dit ook echt de reden was voor Cavalera om Sepultura te verlaten. In 1997 richtte hij een nieuwe band op, genaamd Soulfly. Sepultura ging verder met Derrick Green. Cavalera maakte ook deel uit van een project genaamd Nailbomb.
In 1994 werd het album Point Blank uitgebracht, waarop gastbijdrages van onder andere Igor Cavalera (ex-Sepultura ,Cavalera Conspiracy), Andreas Kisser (Sepultura) en Dino Cazares (Asesino, Fear Factory, ex-Brujeria) te horen zijn. De band speelde in 1995 op Dynamo Open Air, een optreden dat later dat jaar als livealbum verscheen, onder de naam Proud to Commit Commercial Suicide.
Cavalera bracht met Soulfly zijn debuutalbum in 1998 uit en vervolledigde in 2018 deze collectie met het album Ritual. Deze blijkt sterk beïnvloed te zijn door invloeden uit Roots na hun meermaals uitverkochte shows van Max & Iggor Return to Roots.
Een project van Cavalera, genaamd Cavalera Conspiracy, bevat naast de Cavalera-broers (Max op zang en slaggitaar en Igor op drums) ook Soulfly-gitarist Marc Rizzo en Gojira-zanger Joe Duplantier. Sepultura behaalde twee gouden platen: Chaos A.D. (1994) en Roots (1996).
In 2008 stond Cavalera Conspiracy onder andere op Pinkpop en op Graspop Metal Meeting. In 2011, 2013 en 2015 stond de band weer op het Graspop-podium. In 2017 waren Max en Iggor Cavalera opnieuw op het podium van Graspop te zien met het project 'Return to Roots'.